# Steinbach (Taunus)
Steinbach település Németországban, Hessen tartományban. Lakosainak száma 10 869 fő (2023. december 31.).

## Népesség
A település népességének változása:
| Lakosok száma | 10 570 | 10 682 | 10 647 | 10 846 | 10 869 |
|               | 2017   | 2019   | 2021   | 2022   | 2023   |